# Melaniparus albiventris
El carbonero ventriblanco (Melaniparus albiventris) es una especie de ave paseriforme de la familia Paridae endémica de las montañas del África tropical. Anteriormente se clasificaba en el género Parus, pero fue trasladado al género Melaniparus, como otras especies, cuando un análisis genético publicado en 2013 demostró que todas ellas formaban un nuevo clado.

## Distribución
Se encuentra en las montañas de la región de los Grandes Lagos de África y el oeste de África central, distribuido por Camerún, Nigeria, Kenia, Tanzania y Uganda. Su hábitat natural son los bosques húmedos tropicales de montaña.